# Klaus Dubis
Klaus Dubis (* 16. März 1938 in Meran; † 3. März 2010 in Bozen) war ein Südtiroler Politiker, Jurist, Richter, Universitätsprofessor und italienischer Staatsrat.

## Leben
Klaus Dubis wurde als zweiter von drei Söhnen einer Meraner Kaufleutefamilie geboren. Nach dem Besuch des klassischen Lyzeums in seiner Heimatstadt studierte er Rechtswissenschaften an der Universität Perugia. Nach dem Studium arbeitete er als Rechtsanwalt, zuerst in eigener Kanzlei in Meran, dann in Bozen. Sein Lehrmeister war Roland Riz. 1965 heiratete er die Boznerin Inge Parth, mit der er zwei Töchter hatte. Als Universitätsdozent war er zunächst in Padua tätig, später wurde er als Honorarprofessor an die Universität Innsbruck geladen, wo er viele Jahre Verwaltungsrecht lehrte.
Dubis wurde 1969 in den Meraner Stadtrat berufen und war dort als Referent für Schule, Kultur und Sport tätig. Er war innerhalb der Südtiroler Volkspartei (SVP) wesentlich beim Aufbau der Partei-Jugend, der Jungen Generation (JG), beteiligt und wurde im Rahmen der ersten ordentlichen Landesjugendversammlung 1970 zum stellvertretenden Landesjugendreferenten gewählt. 1973 wurde er in Südtiroler Landtag und damit gleichzeitig den Regionalrat Trentino-Südtirol gewählt, welchen er zehn Jahre lang angehörte. In diesen Jahren war er unter anderem von 1974 bis 1984 als Assessor für Handel, Industrie und Handwerk Mitglied der Regionalregierung und von 1978 bis 1983 Fraktionssprecher seiner Partei im Landtag. Insbesondere brachte sich Dubis aber für den Empfang der deutschsprachigen Fernseh- und Radioprogramme in Südtirol ein und schuf die rechtliche Basis für die Gründung der Rundfunk-Anstalt Südtirol (RAS), der er ab 1975 als erster Präsident vorstand.
1980 gründete Dubis das Wochenmagazin ff – „Fernsehen und Freizeit“. Als Vorsitzender der 1. Gesetzgebungskommission im Südtiroler Landtag arbeitete er 1983 den Gesetzesentwurf aus, der die Gründung der Südtiroler Volksanwaltschaft vorsah. Seine politische Laufbahn endete mit der Nominierung 1983 zum Staatsrat (oberstes Verwaltungsgericht Italiens mit Sitz in Rom), dem er bis 2009 angehörte.

## Ehrungen und Ämter
- Honorarprofessor an der Universität Innsbruck
- Präsident des Skilehrer- und Skischulverbandes Südtirol
- Vorsitzender des Arbeitskreises Sprachen im Südtiroler Bildungszentrum
- 1992 Commendatore Ordine al Merito della Repubblica Italiana
- 2001 Grande ufficiale Ordine al Merito della Repubblica Italiana
- 2009 Ernennung zum Präsidenten einer der sechs Sektionen im italienischen Staatsrat

## Publikationen (Auswahl)
- Il "maso chiuso". Perugia 1964
- Der italienische Verwaltungsprozeß: zweisprachige Ausgabe. Athesia, Bozen 1991, ISBN 88-7014-604-9
- (Hrsg.) Roland Riz 75: Festschrift. Athesia, Bozen 2002, ISBN 88-8266-186-5